# Dorothea Binz
Dorothea Binz (ur. 16 marca 1920 w Dusterlake, zm. 2 maja 1947 w Hameln) – niemiecka nadzorczyni SS (SS-Aufseherin) w niemieckich obozach koncentracyjnych, zastępczyni starszej nadzorczyni w Ravensbrück (KL).

## Życiorys

### Służba w Ravensbrück
Urodziła się w Dusterlake (miejscowość leżąca niedaleko Ravensbrück) i do ukończenia 15 roku życia uczęszczała do prywatnej szkoły podstawowej. Następnie pracowała jako pomywaczka. Nigdy nie wyuczyła się żadnego zawodu. Była niezamężna. W 1939 zgłosiła się ochotniczo do lokalnego biura SS z prośbą o przyjęcie do pracy w obozie, po czym 1 września tego roku skierowana została do KZ Ravensbrück celem przeszkolenia. Początkowo służyła w kuchni i pralni jako SS-Aufseherin, podlegając następującym starszym nadzorczyniom: Emmie Zimmer (1939–1940), Johannie Langefeld (1941 – czerwiec 1942), Marii Mandl (czerwiec 1942 – październik 1942), Johannie Langefeld (październik 1942 – kwiecień 1943), Annie Klein (kwiecień 1943 – lipiec 1943).
Od września 1940 do czerwca 1943 Binz była szefową bloku karnego, w którym znajdował się tzw. bunkier (78 cel o wymiarach 2x2,5 m), gdzie torturowano i mordowano więźniarki. Skazanie osadzonych na bunkier prawie zawsze kończyło się śmiercią.
Od lipca do grudnia 1943 roku kierowała komisarycznie obozem w Ravensbrück. Także w lipcu 1943 awansowała na stanowisko stellvertretende Oberaufseherin (zastępczyni starszej nadzorczyni). Tę funkcję sprawowała do wyzwolenia obozu w kwietniu 1945 roku.
Między 1943 a 1945 szkoliła i wydawała polecenia ponad tysiącu nadzorczyń SS. Binz była odpowiedzialna za wyszkolenie najbardziej okrutnych strażniczek, takich jak Ruth Neudeck. Następnie strażniczki te były wysyłane do wielu obozów koncentracyjnych w okupowanej przez III Rzeszę Europie. Ostatecznie Binz podlegało ok. 100 tysięcy uwięzionych.
Jej zachowanie wobec więźniarek było coraz bardziej sadystyczne. W Ravensbrück Binz biła i kopała więźniarki, uderzała je biczem lub szczuła psem. Brała udział w niemal wszystkich egzekucjach. Wydawała kobietom rozkaz by godzinami stały na baczność, policzkowała je podczas przesłuchań, uderzała linijką. W 1944 roku, gdy do obozu trafiło wielu więźniów z Auschwitz-Birkenau, Majdanka, Stutthofu i Płaszowa oraz wybudowano w Ravensbrück komory gazowe, dokonywała licznych selekcji wśród więźniarek. Binz dbała także by więźniarki cierpiały z głodu i zimna, a także by podległe jej funkcjonariuszki SS odznaczały się odpowiednią brutalnością. Budziła takie przerażenie, iż gdy pojawiała się na apelu, na placu zapadała śmiertelna cisza.
Binz romansowała z SS-mannem Edmundem Bräuningiem, kierownikiem obozu od lipca 1943. Oboje często przechadzali się razem po obozie, śmiejąc się podczas oglądania maltretowanych więźniarek. Para ta mieszkała razem w domu, położonym poza terenem obozu do grudnia 1944, gdy Bräuning został przeniesiony do Buchenwaldu.

### Aresztowanie i proces
W chwili wyzwolenia obozu przez Armię Czerwoną w dniu 30 kwietnia 1945 roku, gdy przebywało w nim około 2000 chorych kobiet, mężczyzn i dzieci, których dozorowało 8 członków SS – jedną z nich była starsza nadzorczyni Dorothea Binz. Została schwytana przez aliantów 3 maja 1945 umieszczona przez Brytyjczyków w więzieniu, następnie zasiadła na ławie oskarżonych w pierwszym procesie załogi Ravensbrück (od 5 grudnia 1946 do 3 lutego 1947) przed brytyjskim Trybunałem Wojskowym w hamburskim budynku „Curio-Haus”. Częściowo przyznała się do bicia więźniów. Wobec ogromu zbrodni, 3 lutego 1947 została skazana na śmierć przez powieszenie (na karę śmierci w tym samym procesie skazano też Elisabeth Marschall, Gretę Bösel, Carmen Mory i Verę Salvequart). Apelację jej obrońcy oddalono i 31 marca 1947 wyrok stał się prawomocny. 2 maja 1947 o godzinie 9:01 została powieszona przez angielskiego kata Alberta Pierrepointa w więzieniu Hameln razem z dozorczyniami Elisabeth Marschall i Gretą Bösel.